# Rosa María Andrés Rodríguez
Andrés  Rodríguez est un nom espagnol. Le premier nom de famille, en général paternel, est Andrés ; le second, en général maternel, souvent omis, est Rodríguez.
Rosa María Andrés Rodríguez (née le 29 mai 1977) est une joueuse de tennis espagnole, professionnelle du milieu des années 1990 à 2005.
Elle a atteint le 152e rang mondial en simple le 4 octobre 1999 et le 81e en double le 25 septembre 2000.
Elle a remporté un tournoi WTA en double, se consacrant par ailleurs essentiellement aux épreuves du circuit ITF (trente-six titres dont huit en simple).

## Palmarès

### Titre en double dames
| No | Date       | Nom et lieu du tournoi                  | Catégorie | Dotation  | Surface      | Partenaire   | Finalistes                            | Score    |          |
| -- | ---------- | --------------------------------------- | --------- | --------- | ------------ | ------------ | ------------------------------------- | -------- | -------- |
| 1  | 16-05-2005 | Internationaux de Strasbourg Strasbourg | Tier III  | 170 000 $ | Terre (ext.) | Andreea Vanc | Marta Domachowska Marlene Weingärtner | 6-3, 6-1 | Parcours |

### Finale en double dames
| No | Date       | Nom et lieu du tournoi         | Catégorie | Dotation  | Surface      | Vainqueures                      | Partenaire  | Score    |          |
| -- | ---------- | ------------------------------ | --------- | --------- | ------------ | -------------------------------- | ----------- | -------- | -------- |
| 1  | 21-02-2005 | Abierto Mexicano HSBC Acapulco | Tier III  | 180 000 $ | Terre (ext.) | Alina Jidkova Tatiana Perebiynis | C. Granados | 7-5, 6-3 | Parcours |

## Parcours en Grand Chelem

### En simple
N'a jamais participé à un tableau final.

### En double dames
| Année | Open d'Australie            | Open d'Australie         | Internationaux de France    | Internationaux de France | Wimbledon | Wimbledon | US Open                      | US Open                          |
| ----- | --------------------------- | ------------------------ | --------------------------- | ------------------------ | --------- | --------- | ---------------------------- | -------------------------------- |
| 1999  | -                           | -                        | 1er tour (1/32) Eva Bes     | F. Labat D. Monami       | -         | -         | -                            | -                                |
| 2000  | 1er tour (1/32) C. Granados | J. Capriati Jelena Dokić | 1er tour (1/32) C. Granados | Kimberly Po A. Sidot     | -         | -         | 1er tour (1/32) C. Granados  | Alice Canepa Eva Dyrberg         |
| 2001  | 1er tour (1/32) C. Granados | V. Ruano Paola Suárez    | -                           | -                        | -         | -         | -                            | -                                |
| 2005  | -                           | -                        | -                           | -                        | -         | -         | 1er tour (1/32) Mariana Díaz | Marta Marrero Ant. Serra Zanetti |

Sous le résultat, la partenaire ; à droite, l’ultime équipe adverse.

## Classements WTA en fin de saison

### En simple
| Année | 1993 | 1994 | 1995 | 1996 | 1997 | 1998 | 1999 | 2000 | 2001 | 2002 | 2003 | 2004 | 2005 |
| Rang  | 997  | 570  | 526  | 549  | 377  | 206  | 155  | 278  | 294  | 411  | 283  | 278  | 547  |

Source : (en) « Classements de Rosa María Andrés Rodríguez », sur le site officiel du WTA Tour

### En double
| Année | 1995 | 1996 | 1997 | 1998 | 1999 | 2000 | 2001 | 2002 | 2003 | 2004 | 2005 |
| Rang  | 793  | 509  | 374  | 130  | 110  | 100  | 237  | 276  | 210  | 136  | 113  |

Source : (en) « Classements de Rosa María Andrés Rodríguez », sur le site officiel du WTA Tour